# Житково (Ивановская область)
Житково — деревня в Лежневском районе Ивановской области, входит в состав Сабиновского сельского поселения.

## География
Деревня расположена близ реки Уводь в 12 км на юго-восток от центра поселения деревни Сабиново и в 12 км на восток от райцентра посёлка Лежнево. 

## История
В конце XIX века деревня являлась центром Житковской волости Ковровского уезда Владимирской губернии, с начала XX века — в составе Лежневской волости. В 1859 году в деревне числился 21 двор, в 1905 году — 23 двора.
С 1929 года деревня входила в состав Хозниковского сельсовета Шуйского района, с 1932 года — в составе Лежневского района, с  2005 года — в составе Хозниковского сельского поселения, с 2015 года — в составе Сабиновского сельского поселения.

## Население
| 1859 | 1905 |
| ---- | ---- |
| 174  | 178  |

| 1859 | 1905 | 2010 |
| ---- | ---- | ---- |
| 174  | ↗178 | ↘2   |